# Liste der Naturdenkmale in Werdohl
Die Liste der Naturdenkmale in Werdohl enthält die Naturdenkmale in Werdohl im Märkischen Kreis in Nordrhein-Westfalen.

## Naturdenkmale
| Bild | Bezeichnung           | Ortsteil  | Lage                                          | Bemerkung                                                                                              | Unter Schutz gestellt seit | Nummer    |
| ---- | --------------------- | --------- | --------------------------------------------- | --- | -------------------------- | --------- |
|      | 2 Linden              | Neuenhaus | Neuenhaus 1 (51° 14′ 44,4″ N, 7° 43′ 21,1″ O) | Bei den Linden handelt es sich um prägende Hofbäume mit einem geschätzten Alter von 134 Jahren (2021). | 1964                       | ND 42/045 |
|      | Märzenbecher- bestand | Dresel    | (51° 16′ 41,3″ N, 7° 43′ 52″ O)               | Der Märzenbecherbestand liegt westlich entlang des Biesenbergbaches.                                   |                            | ND 44/307 |